# Dordio Gomes
Simão César Dórdio Gomes (ou Dordio Gomes) (Arraiolos, 26 de julho de 1890 — Porto, 12 de julho de 1976) foi um pintor modernista português.

## Biografia
Estudou na Academia Real de Belas Artes, onde foi aluno de Luciano Freire e Veloso Salgado, tendo-se formado em Pintura Histórica em 1910. Nesse ano parte para Paris, como bolseiro, frequentando a Academia Julian e as aulas de Jean-Paul Laurens, mas a bolsa é anulada em 1911 por razões a que foi totalmente alheio e Dordio Gomes volta a residir em Arraiolos.
Regressa a Paris em 1921 para uma permanência de 5 anos; frequenta a Escola Nacional de Belas Artes de Paris e o ateliê de Ferdinand Cormon. Participa no Salon d’Automne de 1922 em Paris. Viaja pela Bélgica, Suíça, Holanda e faz uma estadia de 8 meses em Itália, onde o conhecimento da obra dos grandes mestres lhe desperta o interesse pela pintura a fresco (importante para o entendimento da sua obra final). A pintura de Dordio altera-se através do contacto com as novas correntes internacionais.
Em conjunto com Henrique Franco, Alfredo Miguéis, Francisco Franco e Diogo de Macedo, organiza e participa na exposição Cinco Independentes, 1923, (SNBA) – em que também participam, como convidados Mily Possoz, Eduardo Viana e Almada Negreiros, que se tornará num marco importante na afirmação do modernismo na década de 1920.  
Em 1933 fixa-se no Porto. A partir de 1934 e até à data da sua reforma, em 1960, leciona na Escola de Belas-Artes do Porto. De "ardente e comovedora simpatia", afável e apaixonado pela arte e pelo ensino, irá realizar "uma notável obra docente, promovendo uma geração de pintores que se distinguiu nos anos 40 e 50".
Tem colaboração artística em diversas publicações periódicas entre as quais a II série  da revista Alma nova (1915-1918) e a Contemporânea.
A 18 de novembro de 1960, foi agraciado com o grau de Oficial da Ordem Militar de Sant'Iago da Espada.

## Obra

Éguas de manada (1929), óleo sobre tela, 106 x 126 cm, no Museu Nacional de Arte Contemporânea

Embora tenha sido aluno de Luciano Freire e Veloso Salgado, o seu trabalho inicial está marcado pela influência do naturalismo de Malhoa mas, mais ainda, pela obra exemplar de Columbano, "o que levou os primeiros críticos a considerá-lo aluno deste grande mestre".
Ao longo da segunda permanência em Paris a sua pintura sofre um redirecionamento. Não são muitas as obras realizadas nestes 5 anos, "cerca de três dezenas de quadros, dos quais apenas uma escassa dúzia são nossos conhecidos", mas a mudança é profunda: "são obras laboriosas, por vezes massacradas", intensas, onde se aproxima de valores cubistas e expressionistas, como acontece em Casas de Malakoff, 1923 (coleção do Museu Nacional Soares dos Reis). Mas o efeito de longo prazo dessa estadia prende-se acima de tudo com a assimilação das descobertas de Cézanne. Em Paris, "o tímido pintor naturalista […] entendeu um novo sistema de formas através da lição de Cézanne"; as suas composições da época, "de grande solidez, com a exigência geométrica dos seus volumes, a cor sombria dos corpos, são inteiramente novas na pintura nacional".
Após o regresso a Arraiolos, em 1926, Dordio começa "uma nova fase da sua pintura"; pinta paisagens do Alentejo, sobreiros e cavalos – como em Éguas de manada, 1929 (coleção do Museu do Chiado), onde se sente talvez "a memória da originalíssima pintura de Franz Marc e do seu misticismo animalista" –, e "imagens da vida provincial, com seus labores de campo e seus trabalhadores, numa «urdidura alacre e dissonante»". Durante quatro anos irá alternar entre obras de pequeno formato – realizadas certamente em contacto direto com o motivo, onde se sente a herança expressionista e "onde vibra a impressão direta, o domínio imediato e poderoso da natureza" –, e grandes painéis decorativos para o salão nobre dos Paços do Conselho, mais convencionais, cuja "narrativa quase afoga e suplanta o vigor da expressão plástica".

O rio Douro, 1935, óleo sobre madeira, 50 x 60 cm

A mudança para o Porto em 1933 traduz-se numa alteração das suas opções cromáticas, e a luminosidade viva e quente das terras alentejanas cede o lugar a uma paleta de valores mais ténues e envolventes, como acontece em O rio Douro, 1935. Pintará inúmeras vezes essa cidade, o Douro e as suas pontes, em obras de poderoso efeito plástico em que por vezes se sente a reaproximação "a uma poética de cariz oitocentista".
Nas décadas finais trabalha uma enorme diversidade de temas – dos retratos de família às paisagens e gentes do norte ou do Alentejo, que continua a visitar periodicamente –, com resultados irregulares, alternando pinturas de grande solidez e obras de cariz mais convencional, quase sempre encomendas realizadas com a técnica do fresco. "As composições mitológicas, religiosas ou históricas que realizou [nos últimos anos], tradicionais ou com esforço de modernização formal […], não ajudam mais a definir a sua obra", refletindo talvez "a influência de artistas mais novos do Porto, seus discípulos" (mas mesmo aqui, nos melhores momentos, Dordio parece aproximar-se da força de muralistas como Orozco ou Siqueiros, como acontece  com a imagem dos Apóstolos no fresco da igreja dos Redentoristas, Porto).

## Exposições / Prémios
Foram raras a suas exposições individuais: em 1932, na SNBA, Lisboa; em 1946, no Salão da Livraria Portugália, Porto; em 1956, na cidade de Évora, onde apresentou a sua obra de modo extensivo; e em 1965, com Abel Manta, na Sociedade Nacional de Belas Artes. 
Participa nas exposições coletivas da SNBA entre 1913 e 1920, sendo galardoado com Medalhas de 3ª e 2ª classe em 1913 e 1915. 
Participa no Salon d’Automne, Paris, em 1922.
Participa na exposição Cinco Independentes, 1923, e no I Salão dos Independentes, 1930, SNBA, Lisboa.
Participa nas Exposições de Arte Moderna do S.P.N./S.N.I. desde que estes certames foram organizados em Lisboa e no Porto, vencendo o Prémio Columbano em 1938 e o Prémio António Carneiro em 1944. 
Participa na Bienal de Veneza em 1950, e na I, II e III Bienal de S. Paulo (1951, 1953 e 1955 respetivamente). 
Vence o 1º Prémio na I Exposição de Artes Plásticas da Fundação Calouste Gulbenkian em 1957, o Prémio Nacional de Arte em 1962 e o do Diário de Notícias em 1972.